# Halloween
Halloween ([hæləʊˈiːn]IPA) je původně keltský lidový svátek, který se slaví 31. října, tedy den před křesťanským svátkem Všech svatých. Svátek se zachoval především v anglosaských zemích, převážně v USA, Kanadě, Velké Británii, Irsku a Austrálii. Název vznikl zkrácením skotského „All Hallows' Eve“, který se odehrával v „Předvečer Všech svatých“.

## Původ svátku
Halloween je keltský svátek s historií sahající až do doby před naším letopočtem. Den 31. října byl hranicí mezi dvěma hlavními periodami (létem a zimou). Keltové tento den vnímali jako pomezí, kdy se stírá hranice mezi světem živých a mrtvých. Stavěli proto oltáře, které obsahovaly ptačí pera, či zvířecí lebky, a měly za účel navázat spojení s mrtvými, pro které se pak pořádaly uctívací obřady. Lidé na sebe výjimečně navlékali masky a převleky, aby se chránili proti zlým duchům. Keltové během noci z 31. října na 1. listopadu slavili nový rok, který se v keltštině nazýval Samhain. Mnohé z původního Halloweenu se dochovalo do dnes. Lidé před svými domy staví malé oltáře, ovšem k jejich stavbě jsou používány vyřezávané dýně, místo ohňů se zapalují svíčky. 
Zvyky dnešního Halloweenu se rozvinuly v Irsku pravděpodobně na základě prolnutí zvyků vycházejících ze staroirského pohanského svátku Samhain, oslav římských pohanských svátků a křesťanských slavností Všech svatých, které papež vytvořil jako křesťanskou náhradu pohanského svátku Samhain.

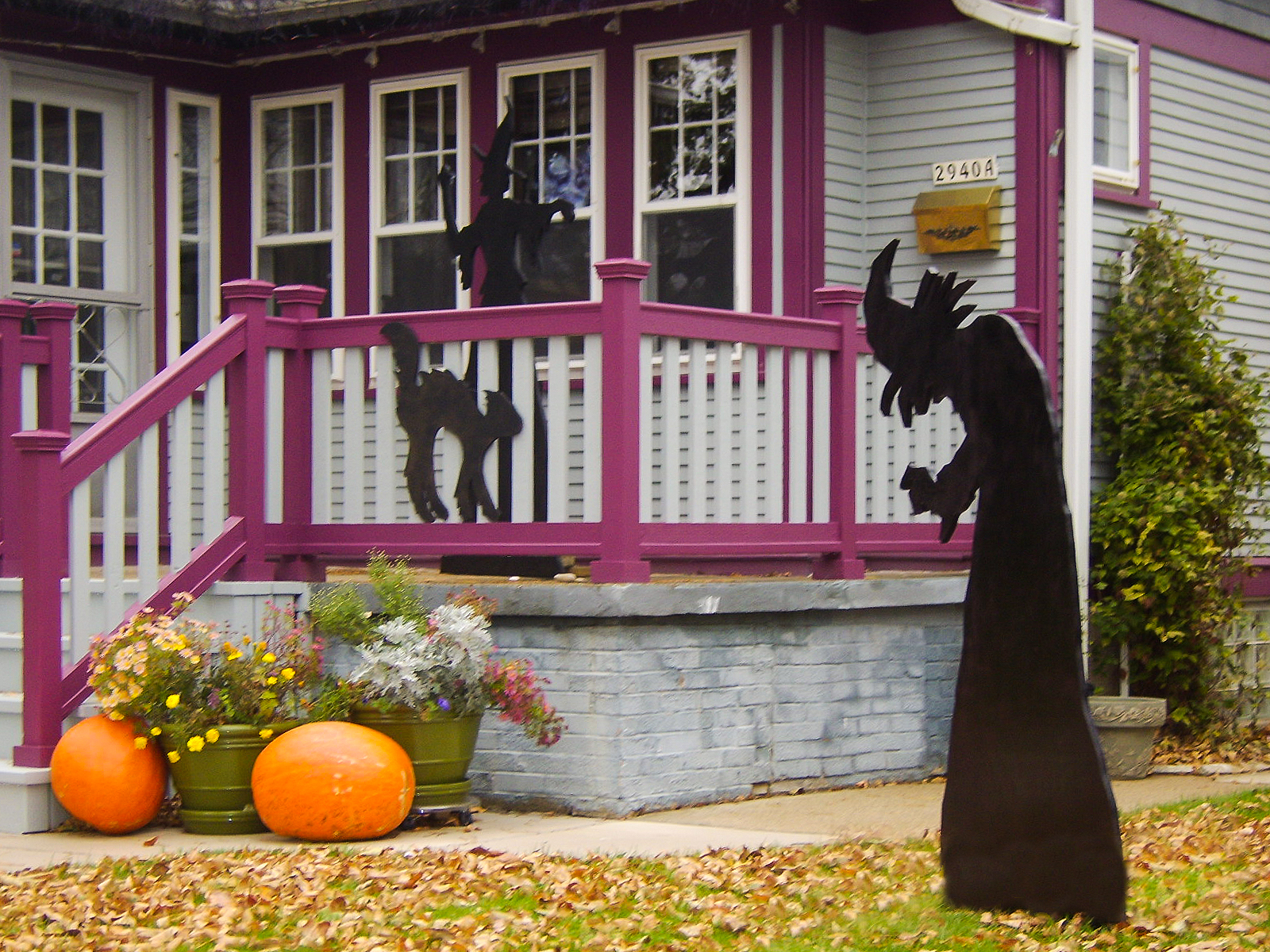
Halloweenský dům v Milwaukee

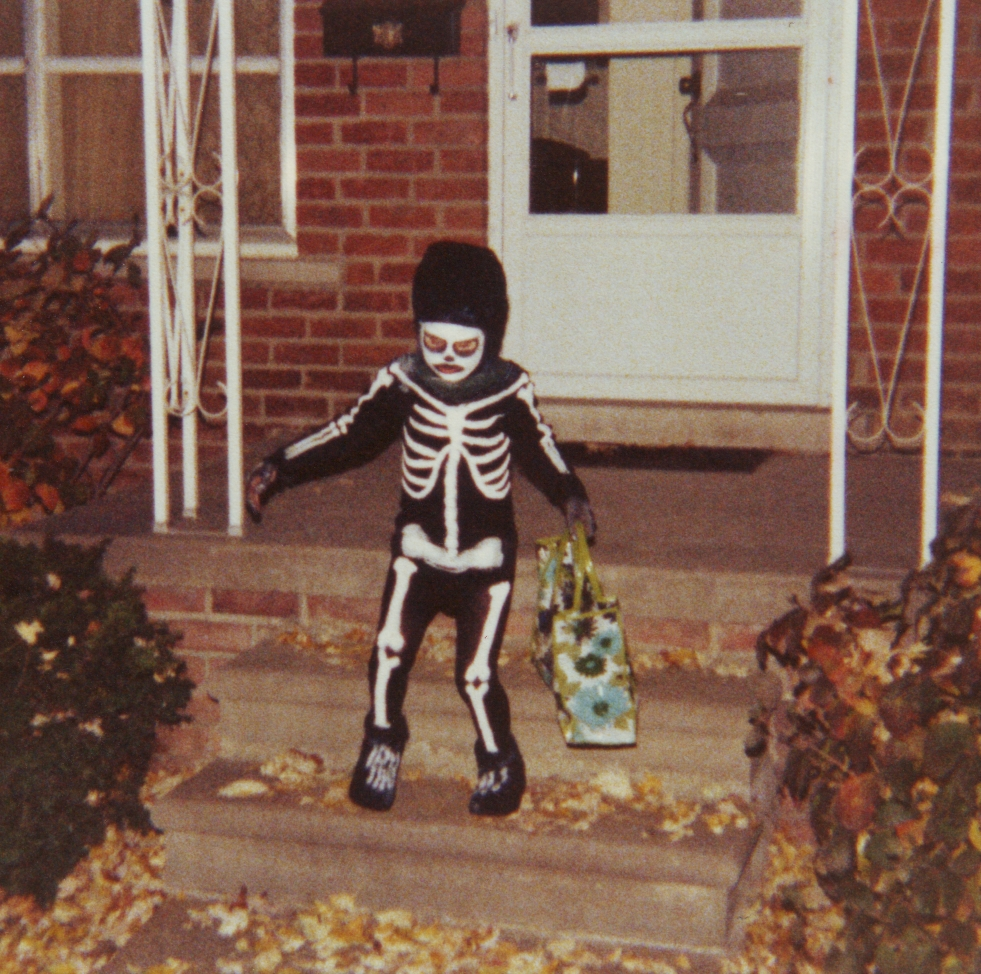
Koledník aneb Trick or Treater v Michiganu

Americký folklorista Jack Santino napsal, že „v celém Irsku existovalo neklidné příměří mezi zvyky a vírou spojenými s křesťanstvím a těmi, které byly spojeny s náboženstvími předkřesťanskými“. Historik Nicholas Rogers, který zkoumá počátky Halloweenu, poznamenává, že zatímco „někteří folkloristé zasazují jeho počátky do římských oslav bohyně Pomony (bohyně ovoce, ovocných stromů a ovocnářství) nebo slavností zvaných Parentalia, což byly tzv. „dny předků“, typičtěji souvisí s keltským svátkem Samhain, který pochází ze starého Irska a byl spojen se začátkem keltského nového roku.
Vystěhovalci zvyk přenesli v 19. století do USA, kde se všeobecně rozšířil, a odtud ho s expanzí americké kultury přejímaly další země. Toto pojetí přijal i etnolog James Frazer, který Halloween v knize Zlatá ratolest popisuje jako pohanský svátek s tenkou křesťanskou slupkou. Někteří výzkumníci v oblasti keltského náboženství jako např. německý profesor religionistiky Bernhard Maier však s tímto výkladem nesouhlasí. Maier naopak tvrdí, že jde o zvyk, který byl přenesen do Irska z Říma. Dle jeho teorie se opírá o původně židovskou tradici slavení svátků již od předchozího večera, neboť Židé počítali začátek dne již předchozím západem slunce.
Počátkem 20. století se svátek komercializoval. Od třicátých let začíná být populární nošení kostýmů a kolem roku 1950 se v USA objevuje koledování po domech, které v 80. letech proniklo i do Británie (údajně i vlivem snímku E.T. – Mimozemšťan (1982), který obsahuje scénu na toto téma).

## Slavení
Děti se oblékají do strašidelných kostýmů a chodí od domu k domu s tradičním pořekadlem Trick or treat (Koledu, nebo něco provedu – v Americe typické pomalovávání automobilů, dveří, zubní pasta na dveřích...) a „koledují“ o sladkosti. Tradičními znaky Halloweenu jsou vyřezané dýně se svíčkou uvnitř, zvané jack-o'-lantern, dále čarodějky, duchové, černé kočky, košťata, oheň, příšery, kostlivci, sovy, výři atd. Typickými barvami jsou oranžová a černá, oranžová symbolizuje podzim a černá temnotu a smrt.
V Česku nejde o tradiční svátek. Některé domácnosti si před dům dávají jack-o'-lantern a sledují filmové horory, ale ani tyto domácnosti nejsou obvykle připravené na trick-or-treating, a do Halloweenu se tak nezapojují měrou obvyklou v USA či Británii.

## Přijetí v Česku

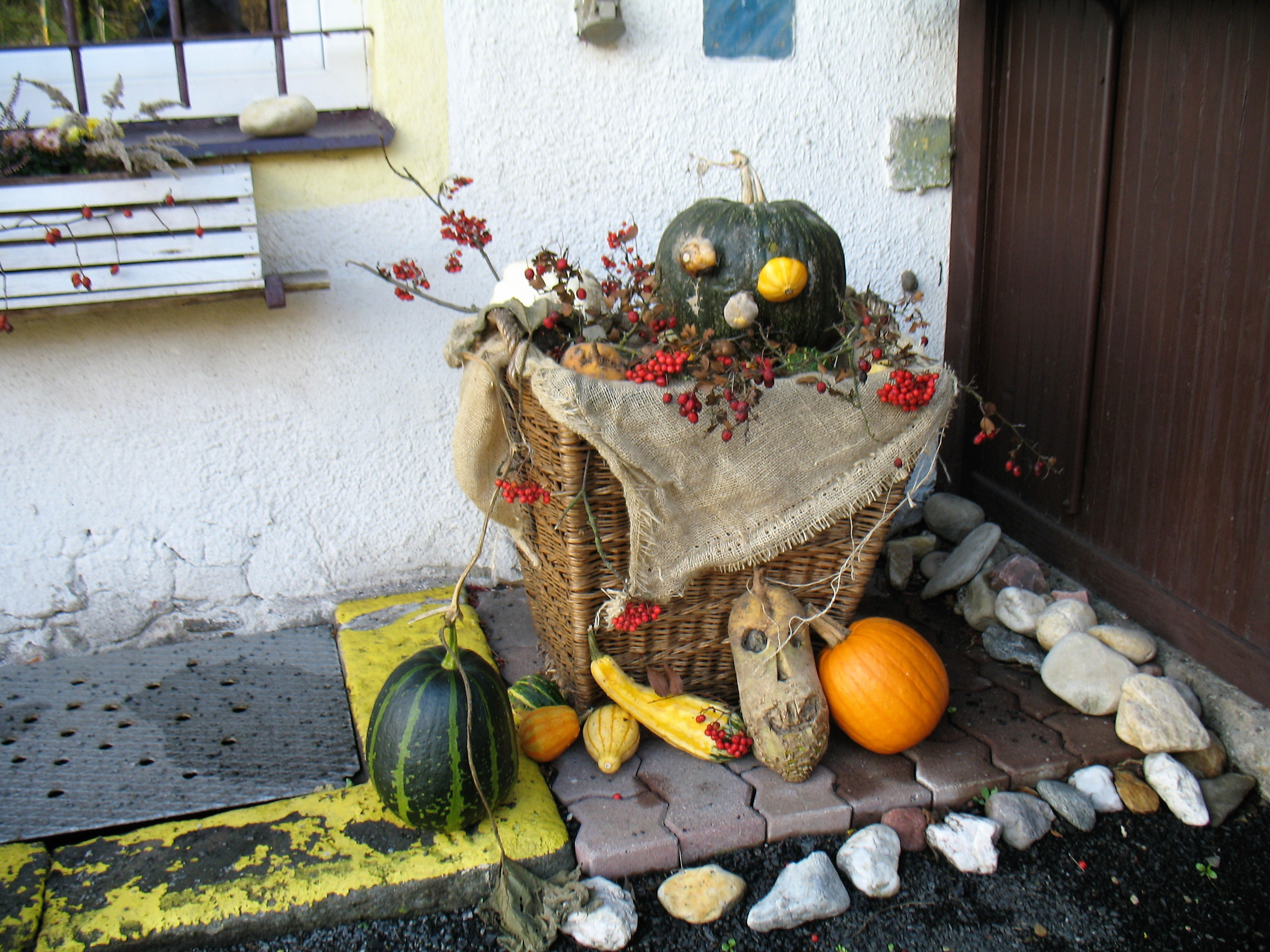
Halloweenská výzdoba ve Františkově nad Ploučnicí

Relativně mladá tradice svátku, v Česku hojněji rozšířeného teprve v 21. století, někdy amplifikuje rozpory v jeho přijetí mezi různými skupinami osob. V Kurdějově na Břeclavsku se v neděli 15. října 2023 konala akce zvaná dýňování, na níž si děti vyřezaly halloweenské dýně, které následně položily v parku poblíž kostela. V pondělí dopoledne našly výtvory rozkopané a rozbité. V úterý se případ opakoval. Dýně zničil tamější farář, který se ke svému činu vyjádřil v dopise adresovaném starostovi obce. Dýně se svíčkami uvnitř označil za symboly zla a „satanistického svátku Halloween“, který se podle jeho vyjádření zrodil ve zpohanštělém současném světě jako protiváha Všech svatých a Dušiček. Proto jednal podle své víry a „povinnosti být otcem, ochráncem svěřených dětí a duší“, a symboly odstranil. Za své jednání se později omluvil.